# Danyło Stachura
Danyło Stachura (ukr. Данило Стахура; ur. 21 grudnia 1860 w Polanach, zm. 20 grudnia 1936 w Žižkovie – dzielnicy Pragi) – poseł do austriackiej Rady Państwa.

## Życiorys
Urodził się w rodzinie chłopskiej, posiadającej gospodarstwo w Polanach, gmina Krempna w pow. krośnieńskim. Ukończył gimnazjum w Przemyślu (1884) i wydział prawa uniwersytetu we Lwowie (1897), tytuł doktora praw otrzymał w 1898. Początkowo pracował jako aplikant (1897) i adiunkt (1898–1899) w Sądzie Powiatowym w Przemyślu. Potem był radcą prawnym w Przemyślu, Tarnopolu i Samborze. Od 1902 prowadził kancelarię adwokacką w Samborze.
Od czasów studiów we Lwowie związany z ukraińskim ruchem narodowym. Był od 1891 liderem i organizatorem struktur Ukraińskiej Partii Narodowo-Demokratycznej w Samborze. Od 1891 współorganizator, a w latach 1902–1914 prezes oddziału oświatowego towarzystwa „Proświta”. Zorganizował w tym mieście filię towarzystwa gospodarczego „Silskij Hospodar” oraz oddział Ukraińskiego Banku Galicyjskiego.
Poseł do austriackiej Rady Państwa XI kadencji (7 czerwca 1907 – 30 marca 1911) wybrany z listy UPND w okręgu wyborczym nr 67 (Jarosław – Radymno – Lubaczów – Cieszanów – Sieniawa – Pruchnik). W parlamencie należał do Klubu Ruskiego – grupa młodorusińska.
Podczas I wojny światowej i okupacji Galicji przez Rosjan został przez nich aresztowany w kwietniu 1915 i wywieziony najpierw do Kijowa a następnie na Syberię. Powrócił stamtąd w początkach 1918 roku. W latach 1918–1919 włączył się w budowę Zachodnioukraińskiej Republiki Ludowej, był w tym czasie burmistrzem Sambora.
Po upadku ZURL w 1919 wyjechał do Czechosłowacji. Zamieszkał w Użhorodzie, gdzie od 1920 pracował jako sędzia rejestrowy w Sądzie Powiatowym w Berehowie, Po przejściu na emeryturę w 1934 mieszkał jako emeryt w Użhorodzie. Był na Ukrainie Zakarpackiej organizatorem kół „Proświty”.